# Rust (spillested)
 For alternative betydninger, se Rust (flertydig). (Se også artikler, som begynder med Rust)
Rust er et spillested på Nørrebro, der også huser baren CONGA og RUST Natklub. 

## Historie
Rust (oprindelig Kafé Rust) var fra juli 1989 kampagnecafé og festlokale for Next Stop-bevægelsen, en af de protestbevægelser, der opstod i slutningen af Den Kolde Krig. Caféen blev opkaldt efter tyskeren Mathias Rust, der i 1987 landede på Den Røde Plads i Moskva i en sportsflyver.
I slutningen af 1989 besluttede en mindre gruppe aktivister at omdanne stedet til regulær bar og spillested. Efter en mindre istandsættelse genåbnede Rust i februar 1990 som et samlingssted for den københavnske musikundergrund. I 1991 blev Rust bygget om og fik status som selvstyrende beskæftigelsesprojekt med ansatte på løntilskud. Efter klager fra lokale konkurrenter over konkurrenceforvridning blev beskæftigelsesprojektet standset i 1992, og siden da har Rust fungeret på kommercielle betingelser.
Mange store internationale navne har i tidens løb optrådt på RUST. Dette tæller blandt andet Rufus Wainwright, Bloc Party, Blue Foundation, Post Malone, Mø og Bruno Mars. RUSTs live-scene præsenterer en bred vifte af genre.
Dj's som Trentemøller og Moby har også optrådt på RUST.